# Yvan Keller
 (décembre 2018).
Yvan Keller, né le 13 décembre 1960 à Mulhouse et mort le 22 septembre 2006 dans la même ville, est un tueur en série français, surnommé « le tueur à l'oreiller ».
Il aurait sévi en France, en Suisse et en Allemagne, entre 1991 et 2001, et a avoué avoir tué environ 150 personnes ; ce qui ferait de lui le tueur en série français le plus prolifique du XXe siècle.

## Biographie

### Enfance
Yvan Keller est né le 13 décembre 1960 à Wittenheim, une cité ouvrière de la banlieue de Mulhouse. Il est le benjamin d'une fratrie de neuf enfants. Ses parents sont des « vanniers », des gens du voyage sédentarisés. Les Keller habitent rue du Bourg.
Son père Joseph, est employé à la mine de potasse. Il grandit dans un contexte familial plutôt instable. Son père est violent et oblige ses enfants à voler pour que la famille puisse survivre. Ils mènent une vie de débrouille. Sa mère meurt à 49 ans.
Un de ses frères, Pierre, tentant de voler des câbles électriques en cuivre sous haute tension est sérieusement blessé aux mains.

### Parcours criminel
Yvan Keller se spécialise dans les cambriolages et acquiert une certaine réputation dans le milieu du banditisme.
En décembre 1982, à Battenheim, Keller braque et frappe violemment un couple d'antiquaires dans leur boutique. Il vole des pâtes de verre du style Gallé ou Daum et des tableaux de peintres alsaciens. Il est alors âgé de 22 ans.
Keller est arrêté le 22 décembre 1982 pour le braquage avec violence à l'encontre du couple d'antiquaires. Il est déféré, le 24 décembre 1982, devant le juge d'instruction et est inculpé pour « braquage aggravé de séquestration » puis placé en détention provisoire à la maison d'arrêt de Mulhouse.
En juin 1984, Keller est condamné à 10 ans de réclusion criminelle pour le braquage avec violence par la cour d'assises du Haut-Rhin à Colmar.

### Libération et réinsertion
Yvan Keller est libéré le 4 août 1989, après avoir purgé six ans et demi de détention. Il s'installe à Mulhouse rue de Verdun, dans un appartement dans une maison bourgeoise, au sein d'un quartier tranquille et verdoyant, à l'écart du centre-ville.
De 1990 à 1996, Keller vit en couple avec Marina Passant, avec qui il commet de nouveaux cambriolages, sans qu'elle ne s'aperçoive des assassinats de vieilles dames. Il devient jardinier-paysagiste et crée sa petite société : Alsa-Jardin. Ses clients sont très satisfaits de son travail et le recommandent. Ils le décrivent comme gentil, serviable, compétent et disponible, menant une vie modeste. Selon ses voisins et collègues, il est « monsieur tout-le-monde ».
En 1996, Marina et Keller se séparent. Il rencontre Séverine Bauer, qui devient sa nouvelle compagne, avec qui il restera jusqu'à sa mort en 2006.

## Les faits et l'enquête

### Série d'assassinats
Au début de 1991, Sausheim, deux sœurs Hélène et Alice Muller habitent ensemble au 117 grande rue, et emploient Keller pour entretenir leur jardin. Alice, 88 ans, est presque invalide, elle prend un traitement pour des troubles cardiaques et dort au rez-de-chaussée. Hélène, 83 ans, dort à l'étage.
Dans la nuit du 7 au 8 mars 1991, vers 4h du matin, Hélène est réveillée par un bruit. Elle se lève et se retrouve face à un cambrioleur. Celui-ci s'enfuit immédiatement. Hélène trouve Alice allongée sur le dos dans son lit, les bras le long du corps, le drap remonté sous le menton. Elle est morte. Le médecin conclut qu'Alice est morte d'un arrêt cardiaque. 600 francs sont toujours sous l'oreiller d'Alice. L'affaire est donc classée sans suite et aucune enquête n'est ouverte.
Le 21 décembre 1991, Marie-Louise, une autre octogénaire est retrouvée morte chez elle en Alsace. Le médecin légiste conclut à une mort naturelle et aucune enquête n'est ouverte.
À Mulhouse, en janvier 1992, rue de Bantzenheim, Yvette, 76 ans, est découverte par les pompiers et son petit-neveu Jean-Marie Baechler, morte dans son lit, allongée sur le dos. Le médecin conclut à une mort naturelle. Jean-Marie remarque une tache de sang, au niveau du bassin d'Yvette, sous les draps. Sachant Yvette très soucieuse de son hygiène, il ne peut pas croire qu'elle se soit couchée dans son lit s'il y avait une tache de sang. D'après Jean-Marie, la mort d'Yvette n'a pas été paisible. Il remarque qu'un volet n'est pas complètement fermé. Yvette était méfiante et fermait toujours avec précaution les trois verrous et la serrure de sa porte d'entrée. Il s'étonne que certaines des serrures de la porte ne sont pas verrouillées.
En 1993, François de Nicollo, ami d'enfance de Keller et complice au cours de certains cambriolages, le dénonce aux policiers de la brigade anticriminalité de Mulhouse. Il déclare que Keller lui a demandé de le conduire de nuit, à bord de sa voiture pour commettre des cambriolages. Il dépose Keller à un peu plus d'un kilomètre du lieu où il veut aller. Il n'accompagnait jamais Keller sur les lieux. Il attend Keller dans la voiture pendant plusieurs heures. Keller lui donne ensuite 500 ou 1 000 francs pour le dédommager, sans lui faire aucun commentaire. François de Nicollo a remarqué une voisine de sa mère comme une proie potentielle pour Keller et la lui a indiquée. Peu de temps après, François de Nicollo apprend que cette femme a été retrouvée morte chez elle et que son argent a disparu. Peu après, de Nicollo transporte Keller pour un cambriolage. Le lendemain, il apprend que la personne est morte. Il comprend que Keller est un meurtrier en plus d'être un cambrioleur. François de Nicollo est également un indic de la police. Pour les policiers, il a la réputation d'être mythomane et affabulateur. Ils ne le prennent pas au sérieux et ne donnent pas suite à ses déclarations.
Le 21 janvier 1994, à Burnhaupt-le-Haut, Marie Winterholer, 79 ans, habitant au 10 rue Basse, est retrouvée morte allongée sur le dos dans son lit. Le médecin conclut à une mort naturelle et délivre le certificat de décès.
Le 12 mars 1994, au 11 rue Basse, Germain Mang entre chez sa mère Ernestine, 86 ans. Il est étonné de trouver, juste derrière la porte d'entrée, une vieille baratte à beurre qui était rangée dans la cave de la maison depuis des années. Il trouve Ernestine morte dans son lit, allongée sur le dos. Il s'étonne que la literie soit tirée de manière impeccable. Ernestine avait du mal à se déplacer en raison de ses hanches. Germain est persuadé que ça ne peut pas être elle qui a déplacé la baratte. La boite en bois dans laquelle Ernestine conservait son argent liquide est vide. Germain constate qu'une bague d'Ernestine a disparu. Le médecin conclut à une mort naturelle par arrêt cardiaque.
Le 27 avril 1994, au 22 rue Basse, Augusta Wassmer, 77 ans, est retrouvée morte dans son lit, elle aussi allongée sur le dos. Aucune effraction n'est relevée. Sa fille, Marie-Françoise Roecklin, trouve que le lit est trop bien fait. L'autopsie conclut à une mort par arrêt cardiaque, sans doute « due à une grande peur ». Nicolas Roecklin, petit-fils d'Augusta, n'arrive pas à croire à sa mort naturelle car elle était en pleine forme. La fille d'Ernestine Mang parvient à s'introduire dans la chambre d'Augusta et fait observer qu'Ernestine a été trouvée exactement dans la même position dans son lit. Le médecin refuse de signer le certificat de décès. Plus tard, Marie-Françoise remarque que la carte bancaire d'Augusta et une clé de la maison ont disparu. En consultant les relevés de compte, Marie-Françoise constate que la carte bancaire a été utilisée à Mulhouse pour effectuer trois retraits à des distributeurs automatiques. Ces distributeurs ne sont pas équipés de caméra, mais un passant a vu la personne qui a effectué un des retraits : c'est un homme mince, d'environ 1,70 m, aux cheveux châtain clair. Le corps d'Augusta est autopsié. L'autopsie conclut à une mort naturelle par asphyxie.
Le 12 février 1995, à Eschau, Madeleine Lesecq, 79 ans, est retrouvée morte dans son lit, allongée sur le dos. Le médecin conclut à une mort par arrêt cardiaque et délivre le permis d'inhumer. Ses enfants Andrée et Christian constatent que 1 000 francs ont disparu.
Keller commet ses meurtres jusqu'en 2001,.

### Dénonciations
En 2000, au tribunal de Saverne, une instruction dirigée par Jean-Baptiste Poli est ouverte contre Keller pour une série de six cambriolages perpétrés dans le Bas-Rhin. Le 30 mars 2001, l'enquête est close et aboutit à un non-lieu le 25 avril 2001. 
Pierre Keller se rend le 24 juin 2003 à la brigade criminelle de Mulhouse et déclare que son frère Yvan est un cambrioleur et un meurtrier. 
Le 7 juillet 2003, les enquêteurs font le rapprochement avec la dénonciation de François de Nicollo en 1993. Ils placent les téléphones de Keller sur écoute et réalisent des filatures. Les voisins de Keller déclarent qu'il est aidant, sympathique et affectueux avec les animaux. Les enquêteurs établissent que Keller et sa compagne Séverine mènent une double-vie. Ils vont régulièrement passer des week-ends dans des hôtels et des restaurants de luxe, ailleurs qu'en Alsace, et jouent d'importantes sommes dans les casinos et aux courses de chevaux.
Marina Passant, première compagne de Keller, déclare que Keller est un homme impitoyable et colérique qui l'a obligée à se prostituer, car il a un besoin permanent d'argent. Un des amis de Keller raconte que lorsque Keller a rencontré Séverine, celle-ci était déjà en couple avec Fabien. Keller est allé voir Fabien et l'a menacé en lui mettant une arme dans la bouche pour le contraindre à lui céder Séverine.

### Arrestation et mort
Le 20 septembre 2006, Keller et plusieurs membres de sa famille sont interpellés et placés en garde à vue. Pierre Peter est l'avocat commis d'office de Keller. Dans un premier temps, les interrogatoires ne donnent rien et Keller nie tous les faits qui lui sont reprochés. Les enquêteurs observent que Keller est impatient d'en finir et ils comprennent qu'il faut qu'ils fassent durer la garde à vue. Les enquêteurs bluffent et lui déclarent que des membres de sa famille en garde à vue ont confirmé les accusations contre lui. Keller finit par céder et avoue qu'il est bien l'auteur de ces cambriolages. Les enquêteurs lui demandent de donner des détails pour confirmer ses aveux. À cet instant, Keller refuse d'en dire plus et pose deux conditions. Il exige pour sa compagne Séverine une sorte de statut de protection de témoin. Et pour lui, il exige d'être mis à l'isolement quand il sera en prison. Les enquêteurs prennent note et lui disent qu'ils vont faire le nécessaire.
Keller poursuit alors ses aveux. Il affirme que sa compagne est innocente et qu'il s'est toujours introduit seul dans les logements qu'il cambriolait. Ses complices ne lui servaient que de chauffeurs pour le déposer à distance du lieu de cambriolage, faire le guet et attendre son retour dans le véhicule. Ce qui confirme la dénonciation de François de Nicollo de 1993.
Keller donne des informations sur des cambriolages qu'il a effectués. Certaines correspondent aux dossiers que les enquêteurs ont en main pour l'incriminer. Les détails qu'il donne permettent d'établir qu'il est bien l'auteur des faits. Mais Keller raconte aussi des faits sur lesquels ils n'ont aucun dossier. Ils comprennent que Keller a commis beaucoup plus de meurtres que ceux pour lesquels ils le soupçonnent.
Les enquêteurs demandent à Keller de décrire son mode opératoire. Il répond que pour cambrioler une maison correctement, il faut disposer de temps pour fouiller avec précaution, en essayant de faire un minimum de bruit et ne pas être dérangé. À ses débuts, il y a des cambriolages qui ont mal tourné. Des occupants de la maison se sont réveillés spontanément, ou parce qu'il a fait du bruit, ils l'ont surpris et il a été obligé de quitter les lieux précipitamment. Il a donc décidé de ne cambrioler des maisons qu'après des repérages attentifs et avoir récolté discrètement le plus d'informations possible sur les occupants. Il se sert de ses déplacements dans le cadre de sa profession pour effectuer des repérages, pour cibler des maisons à cambrioler. Il cible des maisons où vivent des personnes âgées, isolées, presque exclusivement des femmes. Il choisit des maisons à l'aspect un peu négligé et délabrées, car les occupants ont des économies qu'ils ne dépensent pas dans l'entretien de la maison. Il s'arrange pour se procurer une clé d'une porte extérieure. S'il doit pénétrer par effraction, il s'arrange pour le faire de manière aussi indétectable que possible. Il bénéficie d'une souplesse naturelle, qui fait de lui un parfait monte-en-l'air, et sa profession de jardinier paysagiste lui permet d'entretenir son agilité. Il s'introduit dans les maisons en escaladant les façades, les gouttières ou en se faufilant par un soupirail. Il ne vole pas les objets de valeurs qui sont en évidence, car les proches et les enquêteurs remarqueront facilement que ces objets ont disparu. Par contre, il prend les objets oubliés dans la cave et le grenier et s'empare des bijoux et des économies dissimulés dans les caches habituelles (sous les matelas, dans les piles de linge...) en remettant tout en place, pour que le vol passe inaperçu. Il revend les objets à des brocanteurs. Il ne cambriole que pendant la nuit. Pour ne pas courir le risque que l'occupante se réveille pendant qu'il fouille, il l'« endort ».
Les enquêteurs demandent à Keller d'expliquer ce qu'il veut dire par « endormir » la personne. Il dit qu'il s'approche de la personne endormie dans son lit, il plaque un chiffon ou une serviette sur la bouche et lui pince le nez, ou il prend un oreiller et le maintient sur le visage de la personne. Ils comprennent que c'est l'euphémisme qu'il emploie pour dire qu'il étouffe l'occupante. Il dit que quand il sent que la personne résiste moins, il la laisse reprendre une inspiration et il recommence, autant de fois qu'il faut pour que la personne « s'endorme » tranquillement, sans trace sur son visage. Keller décrit la scène comme si cela se déroulait paisiblement. Quand il sait que la personne « est endormie », il étend ses bras le long de son corps, remonte le drap sous le menton et refait le lit à la perfection, pour faire croire que la personne est morte pendant son sommeil de mort naturelle.
Les enquêteurs demandent à Keller le nombre total de personnes qu'il a « endormies », il répond qu'il ne sait pas. Les enquêteurs insistent pour avoir un nombre même approximatif, il finit par s'exclamer 150,. Stupéfaits, les enquêteurs réalisent qu'ils auraient face à eux le tueur en série français le plus prolifique du XXe siècle. Ils lui demandent des précisions. Il répond qu'il ne peut pas, étant donné le nombre, mais que s'ils lui fournissent des cartes il pourra leur désigner les communes où les faits ont eu lieu, et s'ils l'emmènent sur ces lieux, il pourra reconnaître et désigner les maisons qu'il a cambriolées. Il déclare avoir agi en Alsace, en Suisse et en Allemagne.
Il est mis en examen pour cinq décès : trois dans le Haut-Rhin en 1994 et deux dans le Bas-Rhin, en 1995 et 2000. Trois autres crimes, datant de 1991 et 1992, auraient pu compléter cette liste, mais ne peuvent être retenus, du fait de la prescription.
Le 22 septembre 2006, dans sa cellule au sous-sol du tribunal de grande instance de Mulhouse, Yvan Keller se suicide en se pendant à l'aide de ses lacets de chaussures, en les entrelaçant jusqu'à former une corde qu'il insère dans le néon.

### Poursuites judiciaires de l'entourage
Ce même 22 septembre 2006, François de Nicolo est mis en examen pour complicité de meurtres, mais laissé en liberté car rien ne permet d'établir sa participation sur les crimes de Keller. Les gendarmes relâchent les autres gardés à vue, mais les gardent cependant sous surveillance. 
Les enquêteurs, convaincus qu'il y a pu avoir une complicité dans les assassinats de vieilles dames (évoquée par Keller), placent l'entourage de Keller sur écoute téléphonique, afin de cerner leur rôle éventuel dans l'affaire. En fouillant la vie de Keller, au cours des 17 dernières années, les enquêteurs retrouvent des similitudes dans d'autres décès de vieilles dames. La presse commence alors à parler du « criminel du siècle », également formulé en « tueur en série du siècle ».
En avril 2007, on atteste à Keller 23 assassinats de vieilles dames, entre 1991 et 2000, mais le soupçonne d'en avoir tué 40,.
L'enquête sur l'entourage du défunt se poursuit et s'oriente sur Marina Passant et Pierre Keller, en tant qu'éventuels complices de meurtres lors des cambriolages.
Au début de l'été 2008, Marina et Pierre sont interpellés et mis en examen pour complicité de meurtre, mais laissés en liberté car aucun élément ne permet d'établir, avec certitude, leur présence à l'intérieur des maisons de vieilles dames. François de Nicolo est par la suite mis en examen pour ces mêmes faits, mais est, lui aussi, laissé en liberté
Le 27 février 2009, Séverine est indemnisée, par le tribunal de Mulhouse, à hauteur de 10 000 euros. Les victimes seront indemnisées plus tard, en raison du nombre des crimes : ce qui provoque de vives indignations des familles.
L'enquête se clôt, le 27 mai 2013, et rend un non-lieu en faveur de Pierre Keller, François de Nicolo et Marina Passant. L'action judiciaire est alors définitivement éteinte.

### Articles de presse
- « Derrière un suicide, l'ombre de vieilles dames tuées », 26 septembre 2006, Libération.
- « Mulhouse. Il s'accusait d'une trentaine de crimes », 27 septembre 2006, La Dépêche du Midi.
- « Sur les traces du tueur de vieilles dames », Jean-Marc Ducos et Jean-François Frey, 27 septembre 2006, Le Parisien.
- « Les gendarmes ne nous ont pas pris au sérieux », 27 septembre 2006, Le Parisien.
- « Mulhouse : Keller, tueur du siècle ? », 4 octobre 2006, Le Nouvel observateur.
- « Je l'ai dénoncé trois fois », Jean-Marc Ducos, 6 octobre 2006, Le Parisien.
- « Le tueur de vieilles dames a échappé six fois à la justice », Jean-Marc Ducos, 30 octobre 2006, Le Parisien.
- « Yvan Keller aurait fait 23 », Jean-Marc Ducos et François Vignolle, 25 avril 2007, Le Parisien.
- « Mise en examen de deux complices du "tueur aux vieilles dames" », 3 octobre 2008, Le Parisien.
- « La compagne d'un tueur en série indemnisée », 20 mai 2009, L'Express.
- « Keller se pend après s'être accusé de trente meurtres », Yolande Baldeweck, 25 janvier 2010, Le Figaro.
- « L'homme qui s'accusait de 150 meurtres... », 5 février 2012, L'Alsace.
- « Serial killer ? », 17 février 2012, Dernières Nouvelles d'Alsace.
- « Tueur de vieilles dames : pas d’erreur du tribunal », 25 février 2012, Le Républicain lorrain.
- (it) « Il killer che dava la morte migliore », 3 août 2017, Corriere della Sera.

### Documentaires télévisés
- « Yvan Keller : le tueur à l'oreiller » le 5 octobre 2010 dans Affaires criminelles sur NT1, puis sur Toute l'Histoire.
- « L'affaire Keller, le tueur à l'oreiller » le 22 décembre 2010 dans Enquêtes criminelles : le magazine des faits divers sur W9 rediffusé dans Dossiers criminels sur Numéro 23.
- « Le tueur se suicide » (premier reportage) dans «... à Strasbourg » le 10 juin 2013 dans Crimes sur NRJ 12.
- « Affaire Yvan Keller, le plus grand tueur en série français ? » le 2 octobre 2021 dans Au bout de l'enquête, la fin du crime parfait ? sur France 2.

### Émissions radiophoniques
- « L'affaire Yvan Keller » le 17 février 2012 et « Yvan Keller, le tueur à l'oreiller » le 5 juin 2013 dans L'Heure du crime de Jacques Pradel sur RTL.